# Comuna Puurmani
Puurmani este o comună (vald) din Comitatul Jõgeva, Estonia.
Comuna cuprinde un târgușor (alevik), Puurmani - reședința comunei și 12 sate.

## Localități componente

### Târgușoare
- Puurmani

### Sate
- Altnurga
- Jõune
- Kirikuvalla
- Kursi
- Laasme
- Pikknurme
- Pööra
- Saduküla
- Tammiku
- Tõrve